# 让·弗朗索瓦·欧仁·夏尔
让·弗朗索瓦·欧仁·夏尔（法語：Jean François Eugène Charles，1865年8月22日—1946年），越南譯作沙梨、紗梨，法國官員。

## 生平
沙梨出生於1865年8月22日。1890年11月22日，沙梨進入法國政府工作。
1914年5月7日，出任安南保護國駐紮長官（中圻欽使）。後代理法屬印度支那總督一職。
阮朝皇子永瑞（後來的保大皇帝）幼時被派往法國學習，作爲沙梨養子與其一起生活。
保大九年（1934年），濟南公沙梨晉封濟南王。

## 榮譽
- 法國榮譽軍團勳章騎士勳位、軍官勳位、指揮官勳位[1][6]
- 學術棕櫚勳章公共教育軍官勳位[1]